# Carrosserie Corsica
Pour les articles homonymes, voir Corsica.
Corsica ou Carrosserie Corsica (Corsica Coachworks, en anglais) fut une entreprise artisanale anglaise d'entre-deux-guerres, de carrosserie pour automobile de luxe, en activité de 1920 à 1939, à Londres en Grande-Bretagne.

## Histoire
L'entreprise artisanale Corsica Coachworks est fondée en 1920, juste après la Première Guerre mondiale, par Charles Henry Stammers (1884-1945) et ses beaux-frères Joseph et Robert Lee, associés à Albert Wood. Elle est baptisée du nom de la rue « Corsica Street » du quartier d'Highbury au nord de Londres, ou sont implantés les locaux historiques d'origine de la marque. Elle est spécialisée en conception et fabrication indépendante (avec un effectif historique maximum de 20 employés) de carrosserie prototype unique personnalisée sur mesure, pour automobile de luxe de l'époque, dont : Rolls-Royce, Daimler, Bentley, Bugatti, Isotta Fraschini, Mercedes-Benz, Alfa Romeo, Salmson, Frazer Nash, Stutz, Humber, Lea Francis, Wolseley...  

Quelques modèles
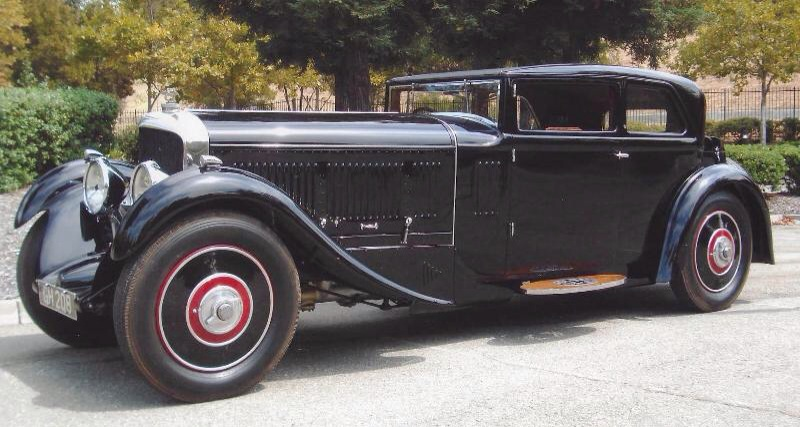
Bentley Speed Six Corsica 1930
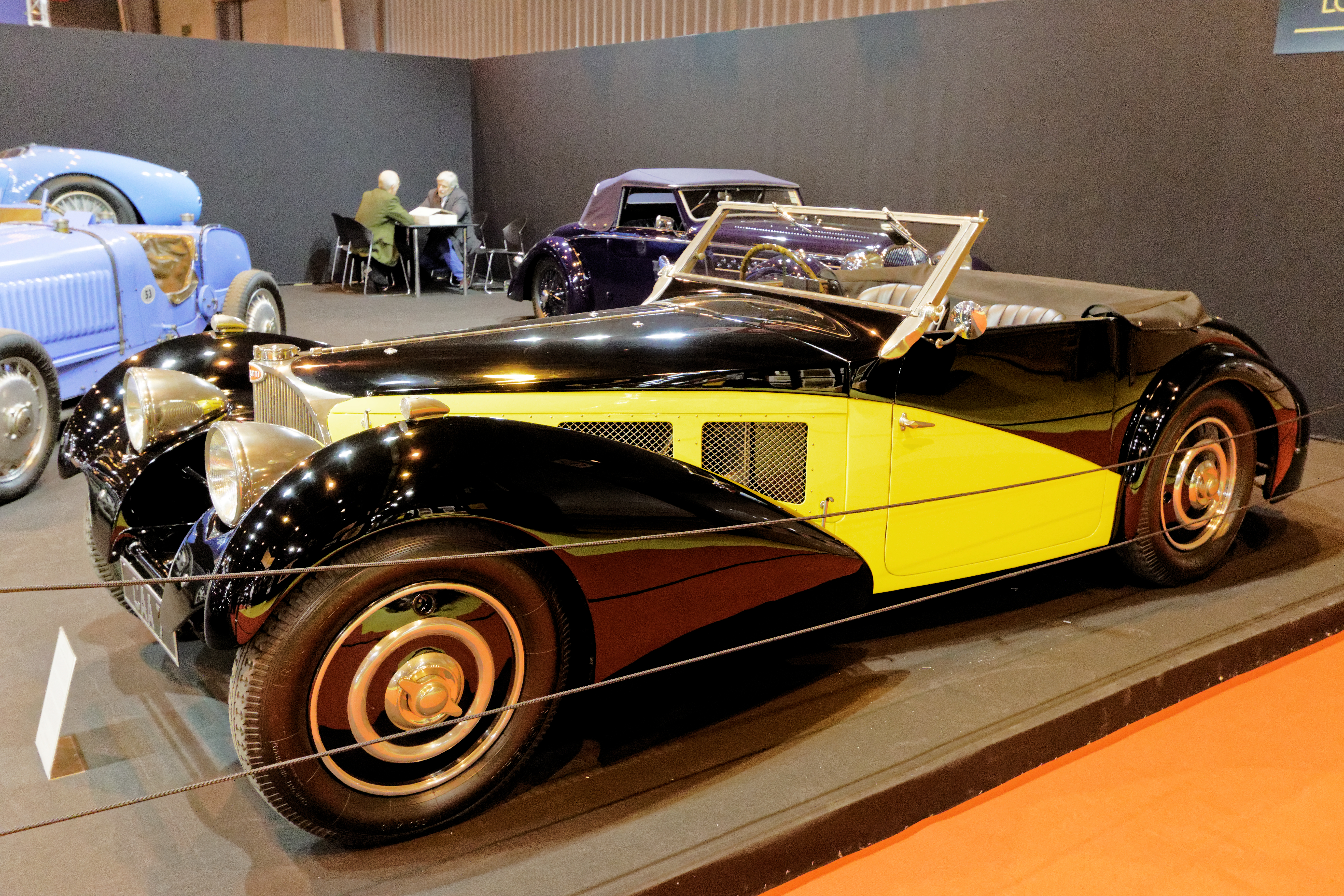
Bugatti Type 57S Corsica Cabriolet 1937
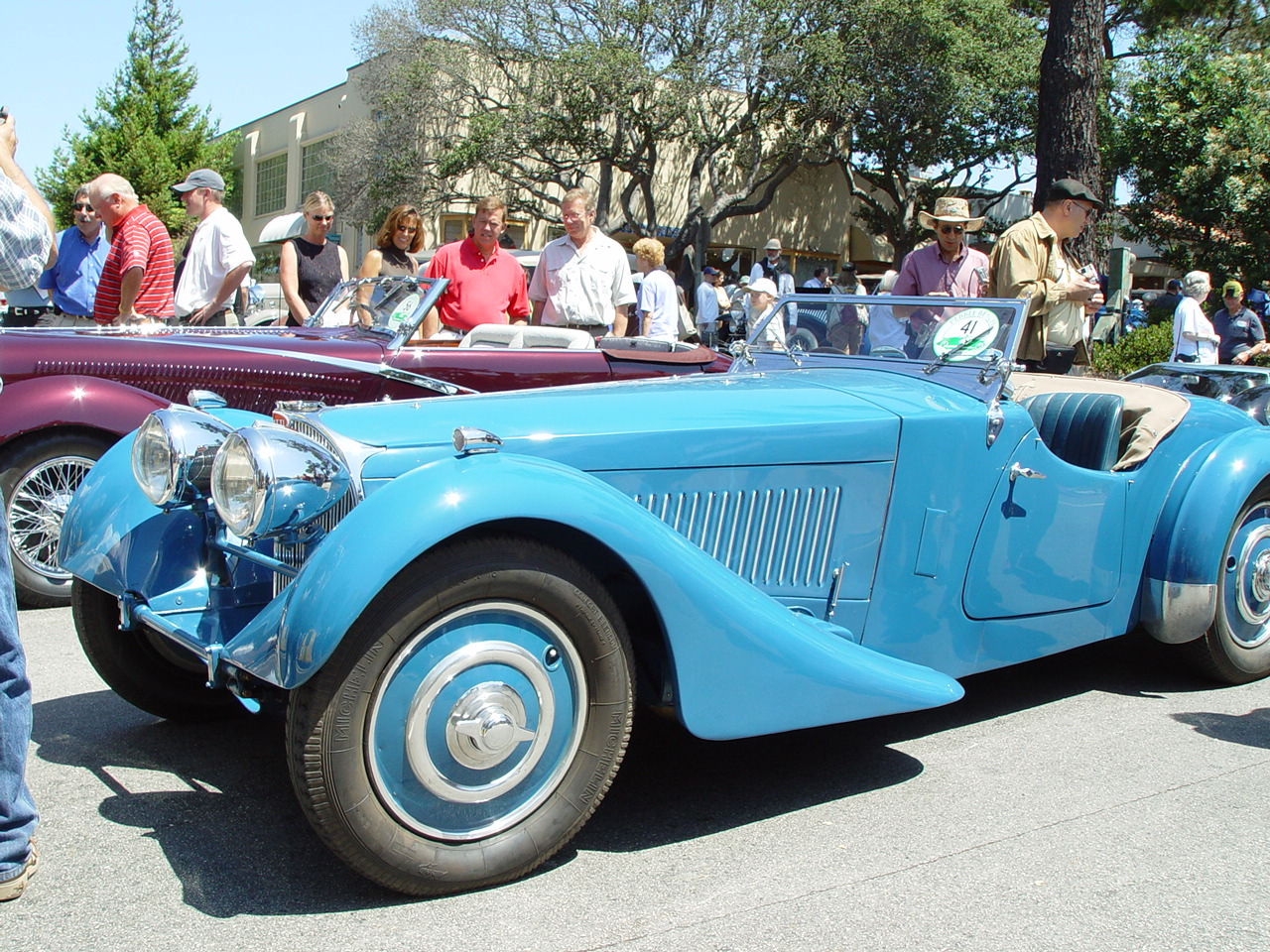
Bugatti Type 57S Roadster Corsica 1937
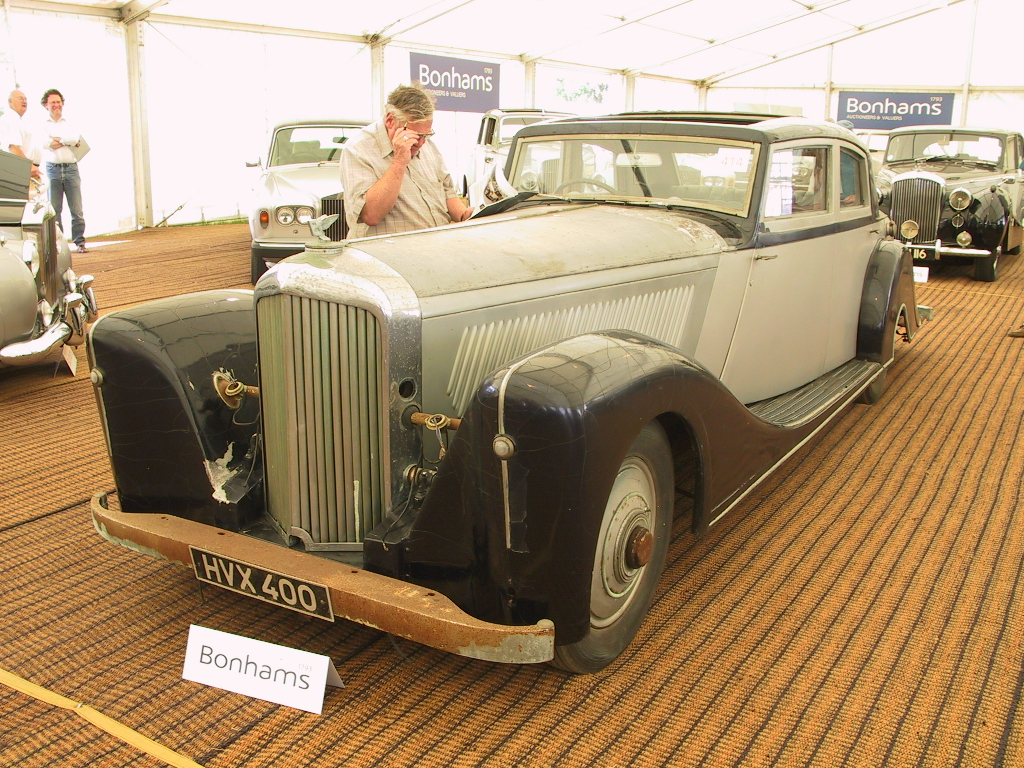
Bentley 3½ Litre Corsica
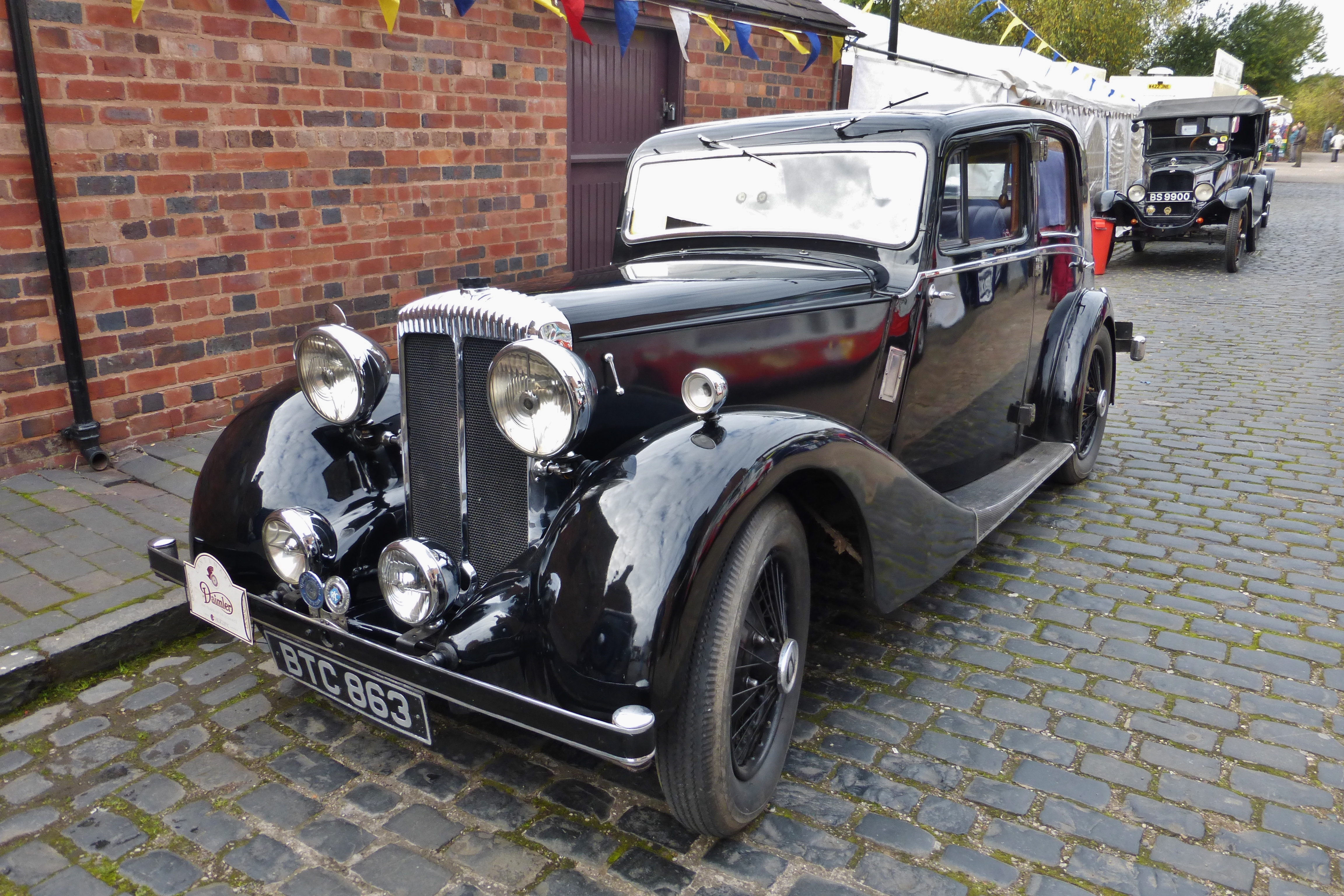
Daimler Fifteen sports saloon Corsica 1936
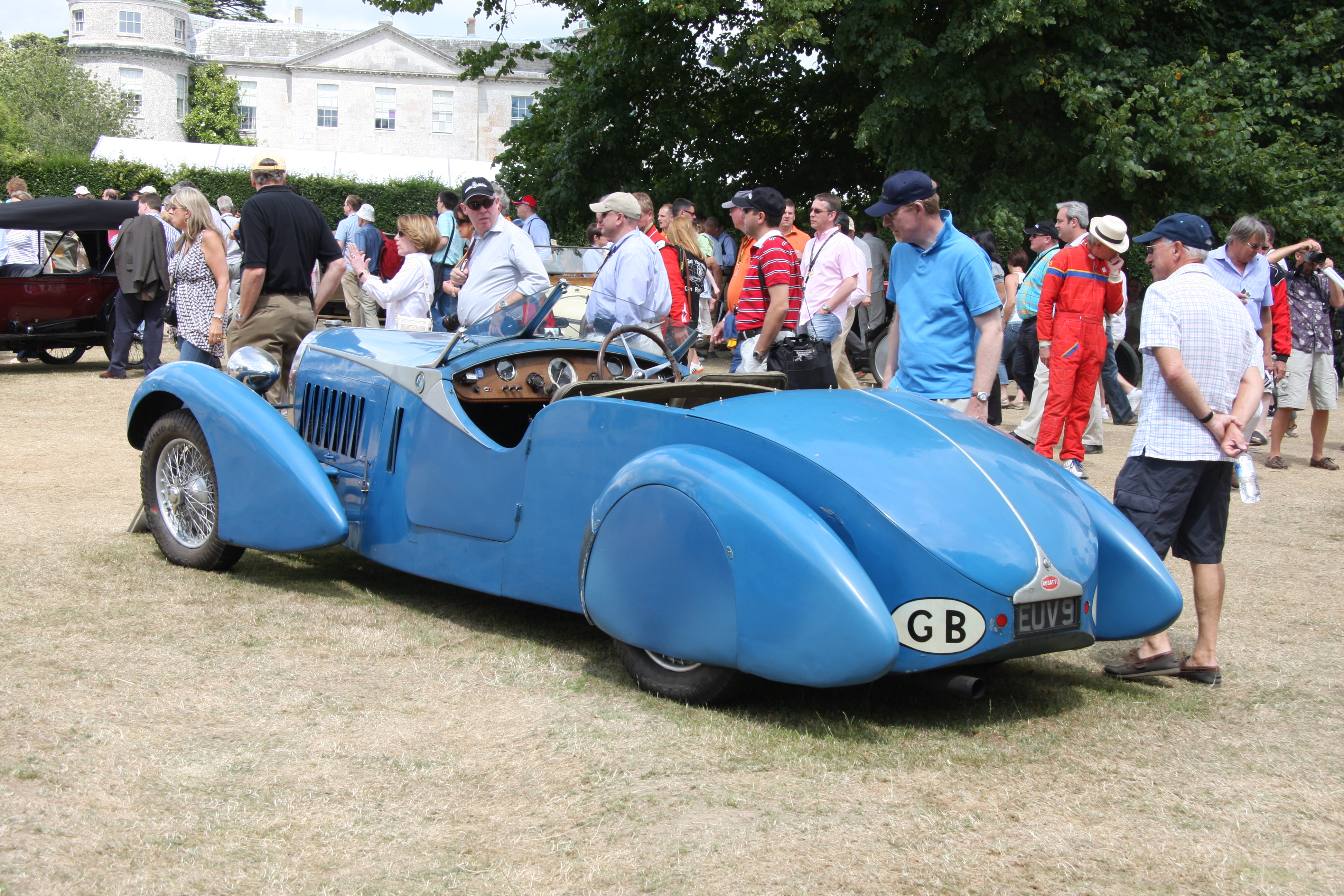
Bugatti Type 57T Tourer Corsica 1935
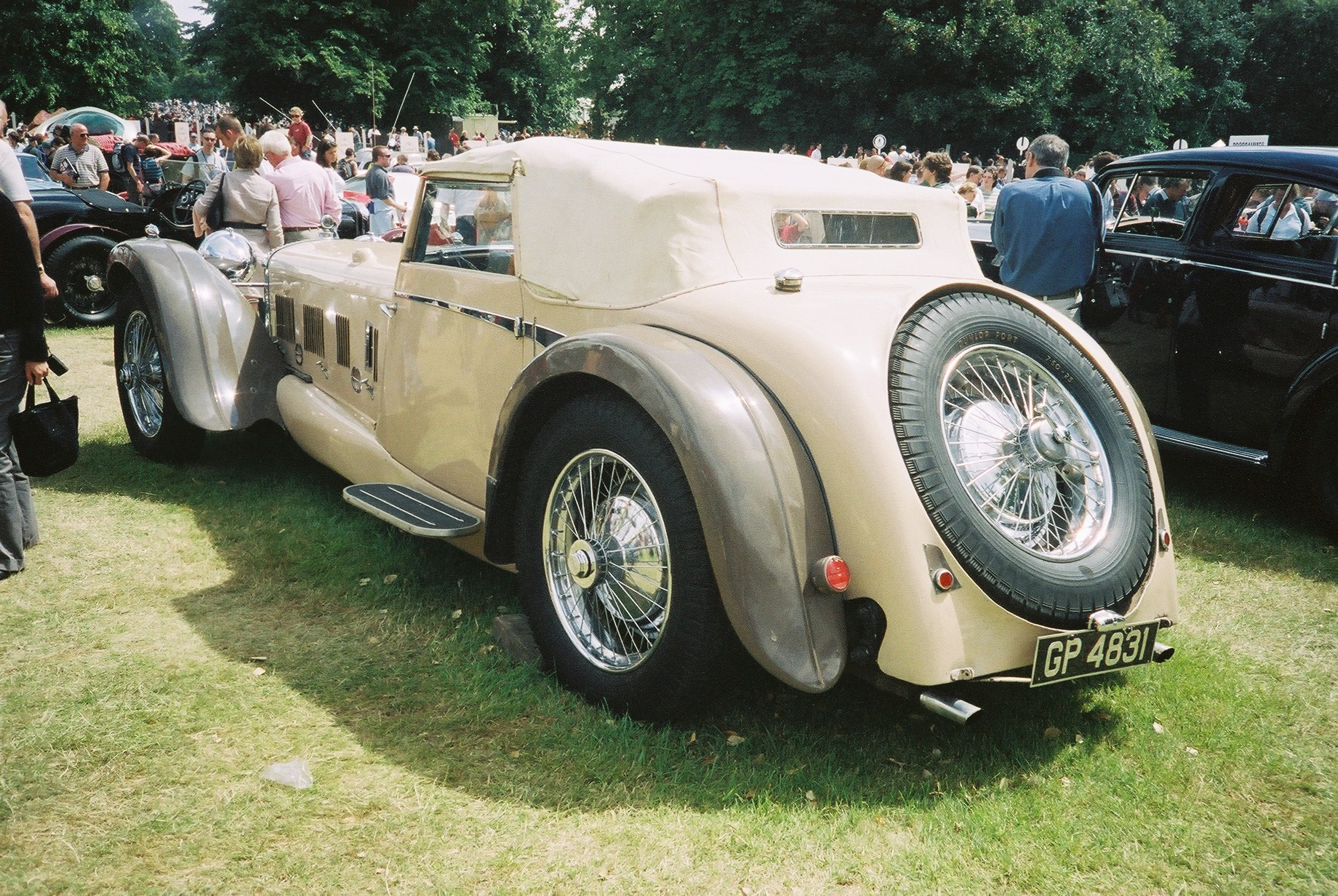
Daimler Double-Six Corsica
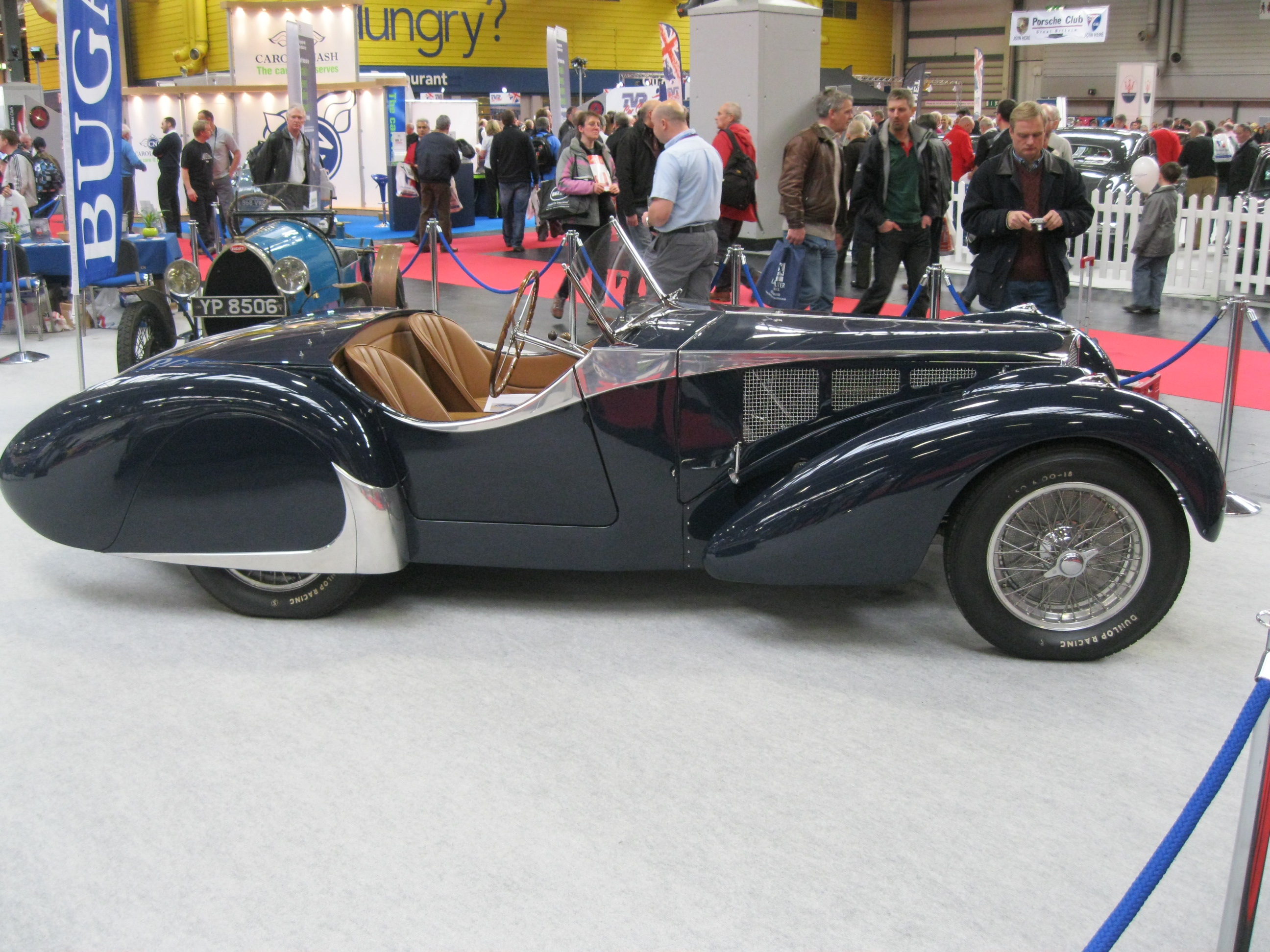
Bugatti Type 57 Corsica Roadster
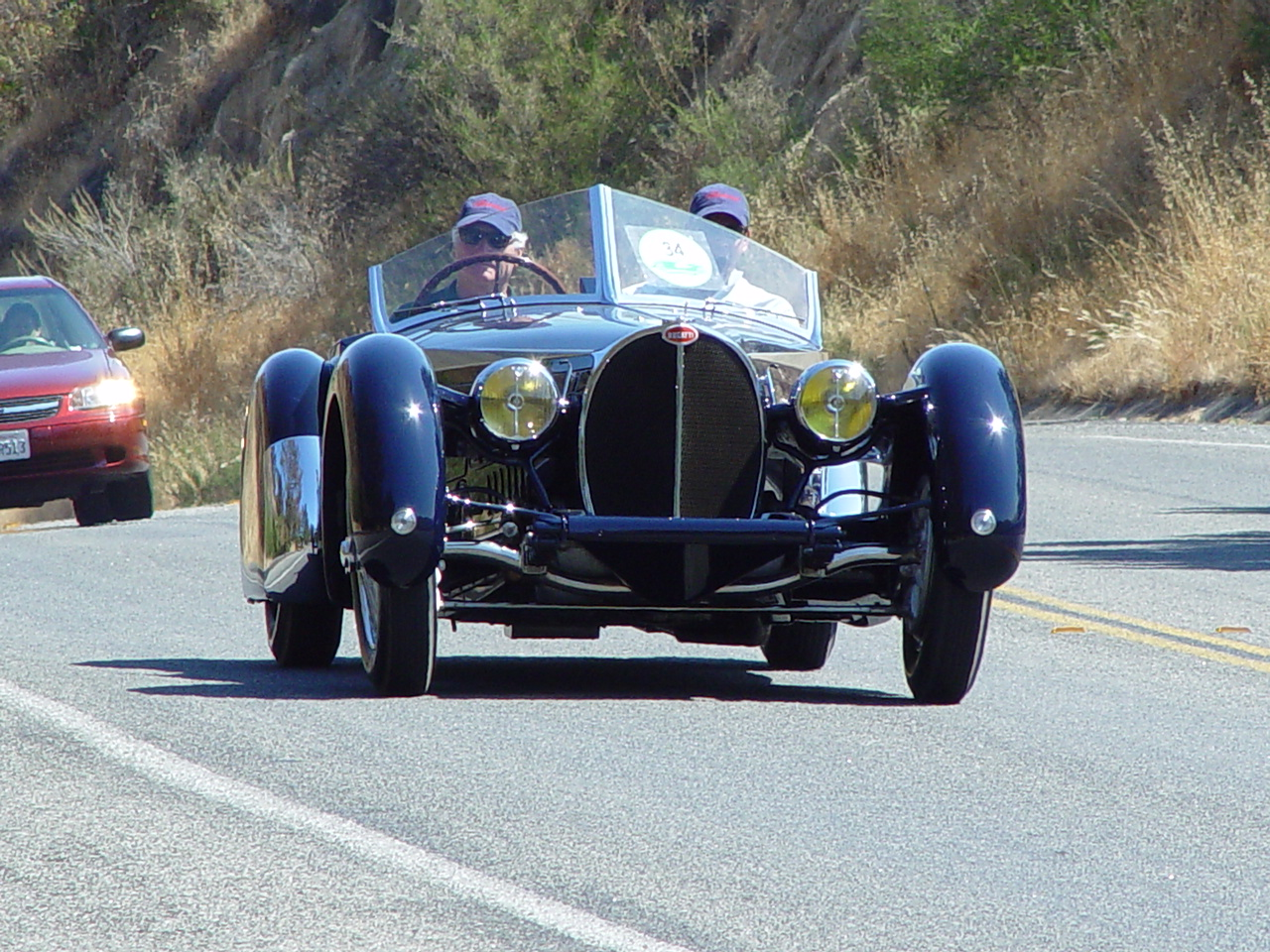
Bugatti Type 57SC Roadster Corsica 1938
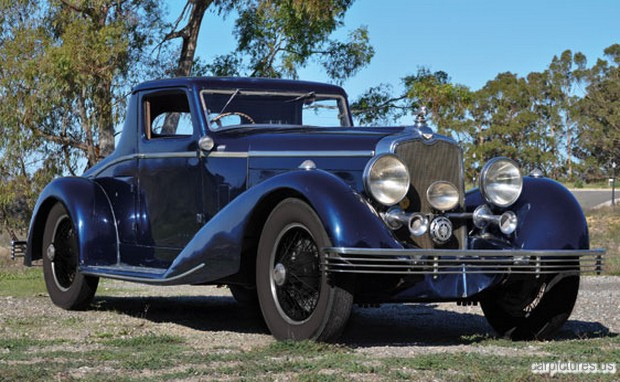
Stutz BB coupé Corsica 1928

L'industrie emménage après quelques années dans les quartiers londoniens de Pentonville, puis de Cricklewood (au nord-ouest de Londres, voisin du siège historique de Bentley Motors) jusqu'à la déclaration de la Seconde Guerre mondiale, qui signe sa cessation d'activité définitive. 